# Luís I, Duque de Anjou
Luís I de Anjou (Castelo de Vincennes, 23 de julho de 1339 — Bisceglie, 20 de setembro de 1384) foi conde (1351) e duque de Anjou e Touraine (1360), rei titular de Nápoles e conde da Provença (1382). Luís era o segundo filho do rei João II de França e de Bona de Luxemburgo e foi o fundador do ramo Valois no ducado angevino.
Desde cedo que Luís mostrou um carácter intempestivo semelhante ao do seu pai que o criou Condado de Anjou em 1356. No mesmo ano, participou ao lado dos irmãos Carlos, o Delfim e João de Berry na desastrosa batalha de Poitiers, integrado num batalhão de cavaleiros que mal entrou no confronto armado. João II e o seu filho mais novo, Filipe, foram aprisionados na batalha e levados para Inglaterra por Eduardo, o Príncipe Negro. As negociações de paz incluíram o resgate de ambos e foram concluídas no Tratado de Brétigny de 1360. De acordo com os termos deste tratado, João II era libertado em troca de uma avultada soma, para a qual se deveria entregar como garantia alguns nobres importantes. Entre eles estava Luís, recentemente elevado ao título de duque de Anjou, que partiu para Londres a 30 de outubro de 1360. Poucos meses antes casara com Maria de Blois, filha de Carlos de Blois, , por quem segundo as fontes estava perdidamente apaixonado. No cativeiro que deveria durar seis meses até ao pagamento da segunda prestação, Luís prosseguiu com o estilo de vida luxuoso dos nobres da sua condição, mas em breve percebeu que em França nada se fazia para apressar a sua libertação. Frustrado com a inacção dos parentes, Luís tentou negociar a sua liberdade com Eduardo III de Inglaterra e dado o falhanço desta iniciativa pessoal, resolveu fugir para França em 1362 e reunir-se à mulher. A sua atitude chocou os seus contemporâneos, uma vez que era suposto um cavaleiro honrar os seus compromissos. João II em particular ficou desolado com a fuga do filho, que considerou um ataque à honra da família. Para emendar esta falta, tomou a decisão de voltar a entregar-se aos ingleses, numa atitude que ao mesmo tempo, arruinava o seu próprios pais.
Luís tornou-se rei de Nápoles ao ser adoptado pela rainha Joana I de Nápoles, mas a sua posição foi sempre contestada por uma casa rival.